# Dobrljin
Dobrljin (cyr. Добрљин) – wieś w Bośni i Hercegowinie, w Republice Serbskiej, w gminie Novi Grad. W 2013 roku liczyła 858 mieszkańców.